# 脇坂泰斗
脇坂 泰斗（わきざか やすと、1995年6月11日 - ）は、神奈川県横浜市栄区出身のプロサッカー選手。Jリーグ・川崎フロンターレ所属。ポジションはミッドフィールダー（MF）。日本代表。
実弟の脇坂崚平もプロサッカー選手（Y.S.C.C.横浜所属）。

## 経歴

### クラブ
横浜市のエスペランサSCジュニアユースから川崎フロンターレのセレクションを経て川崎U-18へすすむ。その後、川崎U-18から阪南大学に進学。大学では1年生のころからリーグ戦に出場し、3年次には全日本大学選抜にも選出された。2018年、阪南大学からユース時代に在籍した川崎フロンターレに入団した。大学経由で川崎に戻るのは可児壮隆以来二人目。
2018年4月18日、AFCチャンピオンズリーグ第6節の蔚山現代FC戦でプロデビューを果たした。
2019年5月3日、プロ入り後初戦となった第10節のベガルタ仙台戦で2アシスト。続く5月12日、第11節の清水エスパルス戦でプロ入り初得点。
2021シーズンは活躍が認められベストイレブンや日本代表に選出された。
2022年シーズンからは、中村憲剛が現役時代に着けていた背番号「14」番を引き継いだ。
2024シーズンからは、キャプテンを務める。

### 日本代表
2021年3月18日、国際親善試合およびFIFAワールドカップ2022カタールアジア2次予選兼AFCアジアカップ中国2023予選モンゴル代表戦のメンバーとして日本代表に初選出された。
3月25日の国際親善試合韓国戦で途中出場し、代表デビューを果たした。

## プレースタイル
狭いエリアでもボールを失わないテクニックを持ち、相手に寄せられても素早いターンでかわす。ボールを失われた際の攻守の切り替えも速い。両足から精度の高いパスやシュートを放つことができ、川崎ではプレースキッカーを務めている。

## 所属クラブ
- FC本郷（横浜市立桜井小学校）
- エスペランサSCジュニアユース（横浜市立上郷中学校）
- 2011年 - 2013年 川崎フロンターレU-18（横浜創学館高等学校）
- 2014年 - 2017年 阪南大学
  - 2017年9月 - 同年12月 川崎フロンターレ（特別指定選手）
- 2018年 - 川崎フロンターレ

## 個人成績
| 国内大会個人成績 | 国内大会個人成績 | 国内大会個人成績 | 国内大会個人成績 | 国内大会個人成績 | 国内大会個人成績 | 国内大会個人成績 | 国内大会個人成績 | 国内大会個人成績 | 国内大会個人成績 | 国内大会個人成績 | 国内大会個人成績 |
| 年度             | クラブ           | 背番号           | リーグ           | リーグ戦         | リーグ戦         | リーグ杯         | リーグ杯         | オープン杯       | オープン杯       | 期間通算         | 期間通算         |
| 年度             | クラブ           | 背番号           | リーグ           | 出場             | 得点             | 出場             | 得点             | 出場             | 得点             | 出場             | 得点             |
| 日本             | 日本             | 日本             | 日本             | リーグ戦         | リーグ戦         | リーグ杯         | リーグ杯         | 天皇杯           | 天皇杯           | 期間通算         | 期間通算         |
| ---------------- | ---------------- | ---------------- | ---------------- | ---------------- | ---------------- | ---------------- | ---------------- | ---------------- | ---------------- | ---------------- | ---------------- |
| 2018             | 川崎             | 28               | J1               | 0                | 0                | 0                | 0                | 1                | 0                | 1                | 0                |
| 2019             | 川崎             | 28               | J1               | 18               | 5                | 4                | 2                | 3                | 0                | 25               | 7                |
| 2020             | 川崎             | 8                | J1               | 31               | 3                | 5                | 1                | 1                | 0                | 37               | 4                |
| 2021             | 川崎             | 8                | J1               | 35               | 3                | 2                | 0                | 5                | 1                | 42               | 4                |
| 2022             | 川崎             | 14               | J1               | 32               | 5                | 2                | 1                | 1                | 0                | 35               | 6                |
| 2023             | 川崎             | 14               | J1               | 30               | 9                | 5                | 2                | 5                | 0                | 40               | 11               |
| 2024             | 川崎             | 14               | J1               | 34               | 6                | 3                | 0                | 1                | 0                | 38               | 6                |
| 2025             | 川崎             | 14               | J1               |                  |                  |                  |                  |                  |                  |                  |                  |
| 通算             | 日本             | 日本             | J1               | 180              | 31               | 21               | 6                | 17               | 1                | 218              | 38               |
| 総通算           | 総通算           | 総通算           | 総通算           | 180              | 31               | 21               | 6                | 17               | 1                | 218              | 38               |

| 国際大会個人成績 | 国際大会個人成績 | 国際大会個人成績 | 国際大会個人成績 | 国際大会個人成績 |
| 年度             | クラブ           | 背番号           | 出場             | 得点             |
| AFC              | AFC              | AFC              | ACL              | ACL              |
| ---------------- | ---------------- | ---------------- | ---------------- | ---------------- |
| 2018             | 川崎             | 28               | 1                | 0                |
| 2019             | 川崎             | 28               | 3                | 2                |
| 2021             | 川崎             | 8                | 6                | 2                |
| 2022             | 川崎             | 14               | 6                | 1                |
| 2023-24          | 川崎             | 14               | 7                | 2                |
| 通算             | AFC              | AFC              | 23               | 7                |

## タイトル

### チーム
阪南大学
- 関西学生サッカーリーグ（2016年）
- 関西学生サッカー選手権（2017年）

川崎フロンターレ
- Jリーグカップ：1回（2019年）
- J1リーグ：3回（2018年、2020年、 2021年）
- 天皇杯 JFA 全日本サッカー選手権大会：2回（2020年、2023年）
- FUJI XEROX SUPER CUP：1回（2021年）

### 代表
ユニバーシアード日本代表
- ユニバーシアード（2017年）

日本代表
- EAFF E-1サッカー選手権（2022年）

### 個人
- 関西学生サッカーリーグ最優秀選手（2016年）
- AFCチャンピオンズリーグベストイレブン：1回（2021年）
- Jリーグベストイレブン：3回（2021年、2022年、2023年）
- Jリーグ優秀選手賞：4回（2020年、2021年、2022年、2023年）
- JPFAアワード（J1）・ベストイレブン：1回（2022年）

## 代表歴

### 出場大会
- 関西大学選抜
  - デンソーカップ（2014年）
- 全日本大学選抜
  - デンソーカップ（2016年）
- ユニバーシアード日本代表
  - 2017年台北大会（2017年）
- 日本代表
  - 2022 FIFAワールドカップ・アジア予選（2021年）
  - EAFF E-1サッカー選手権2022（2022年）

### 試合数
- 国際Aマッチ 4試合 0得点（2021年 - ）

| 日本代表 | 国際Aマッチ | 国際Aマッチ |
| 年       | 出場        | 得点        |
| -------- | ----------- | ----------- |
| 2021     | 1           | 0           |
| 2022     | 3           | 0           |
| 通算     | 4           | 0           |

### 出場
| No. | 開催日        | 開催都市 | スタジアム           | 対戦国 | 結果 | 監督   | 大会                       |
| --- | ------------- | -------- | -------------------- | ------ | ---- | ------ | -------------------------- |
| 1.  | 2021年3月25日 | 横浜     | 日産スタジアム       | 韓国   | ○3-0 | 森保一 | 国際親善試合               |
| 2.  | 2022年7月19日 | 鹿嶋     | 茨城カシマスタジアム | 香港   | ○6-0 | 森保一 | EAFF E-1サッカー選手権2022 |
| 3.  | 2022年7月24日 | 豊田     | 豊田スタジアム       | 中国   | △0-0 | 森保一 | EAFF E-1サッカー選手権2022 |
| 4.  | 2022年7月27日 | 豊田     | 豊田スタジアム       | 韓国   | ○3-0 | 森保一 | EAFF E-1サッカー選手権2022 |